# Hartman Beeken
Hartman Beeken (døbt 1. oktober 1743 i København – 17. juni 1781 sammesteds) var en dansk billedhugger.

## Uddannelse og rejser
Beeken var skomager Johan Peter Beekens og Barbara Marie født Bangs tredje barn og blev døbt i Helliggejstes Kirke 1. oktober 1743.
Beeken besøgte Kunstakademiet 1758-65, mens Louis-Augustin le Clerc og Jacques-François-Joseph Saly var professorer i billedhuggerkunst, og påvirkedes navnlig stærkt af den sidstnævnte. 1764 fik han den lille og 1765 den store guldmedalje og derefter 1768 Akademiets rejsestipendium for seks år. Han rejste først til Paris, hvor han i juli 1769 blev indskrevet ved Akademiet, anbefalet af Charles Nicolas Cochin, og opholdt sig der i det mindste året 1770 ud. Derefter drog han til Rom, hvor han forblev i syv år, halvtredje år ud over sin stipendietid. Fra Rom leverede Beeken ornamenttegninger hjem til Kunstakademiet og var meget virksom som portrættegner, hvorom en række tegninger — navnlig forestillende damer —, som han efter sin hjemkomst udstillede på salonen 1778, er et vidnesbyrd. I Rom omgikkes han Nicolai Abildgaard og Johan Tobias Sergel, af hvilke den sidste har spillet en stor rolle for ham. Flere af de smågrupper, som Beeken efter sin hjemkomst modellerede for porcelænsfabrikken, er ikke tænkelige uden kendskab til Sergels kunst og blev efter sin hjemkomst agreeret af Akademiet.

## Karriere
Det var trange tider for kunstnerne, særlig for billedhuggerne, ved små blyants- og rødkridtstegninger, men den største betydning fik han dog gennem en række buster af tidens kendte mænd. På Kunstakademiet fandtes tidligere buster af hertug Ferdinand af Braunschweig og Bolle Willum Luxdorph, men de er forsvundet. Ventelig var det også trang og slid for det daglige udkomme, der hindrede ham i at udføre den opgave til medlemsstykke, der var blevet stillet ham af Akademiet, så at han, skønt agreèret, aldrig opnåede at blive medlem af dette, en ære, han til visse nok havde fortjent. Af arbejder fra hans hånd kan nævnes buster af Otto Thott, Henrik Hielmstierne, Johannes Wiedewelt, Christian Johan Berger og arveprins Frederik, Ved sin død efterlod Beeken under arbejde en stor marmorbuste af kong Frederik V, bestilt af enkedronning Juliane Marie. Den fuldførtes under Wiedewelts opsyn af hans elev Carl Frederik Kindgreen og står nu i Botanisk Haves væksthus.
Ved Beekens pludselige død blev en meget lovende kunstnerbane afbrudt. Som elev af Saly og det franske akademi står han som den elegante franske klassicismes eneste betydelige danskfødte repræsentant, og hans småskitser vidner om, at han, hvis større opgaver med årene var blevet ham overdraget, sikkert ville have skaffet sig en fremragende position. Akademiet købte senere hans efterladte tegninger.
Han blev begravet på Sankt Nikolaj Kirkes kirkegård.